# Parque Mahuida
El parque Mahuida está ubicado en la precordillera, en la comuna de La Reina, Santiago de Chile y tiene una superficie de 170 hectáreas.

## Atracciones
Los caminos del parque, que se comunican con un tramo del llamado sendero de Chile, permiten observar diversos representantes de la flora y fauna nativa; además, existen granjas para la interacción de niños con animales domésticos, equitación, rodeo chileno,  bungee,  trineo,  restoranes, etc.

## Acceso
Por avenida Alcalde Fernando Castillo Velasco, a la altura del 11 200; existe transporte público correspondientes a buses de la zona D (D02, desde Plaza Egaña; D18, desde Metro Príncipe de Gales), que llegan a la esquina con la calle Álvaro Casanova, a una cuadra de la entrada al parque.